# Alfabeto Fonético Internacional cursivo
Esta página contém alguns caracteres especiais e é possível que a impressão não corresponda ao artigo original.

As letras e outros símbolos do Alfabeto Fonético Internacional (AFI) têm uma forma cursiva usada em manuscritos e para anotações.  Eles podem ser encontrados ocasionalmente em publicações impressas quando a impressora não possui fontes que suportam os símbolos AFI e, portanto, os símbolos foram escritos à mão.  No entanto, essa escrita cursiva hoje se tornou bastante rara, e o Alfabeto Fonético Internacional cursivo não é mais ensinado ou mesmo incluído no manual do AFI.

## Desenvolvimento

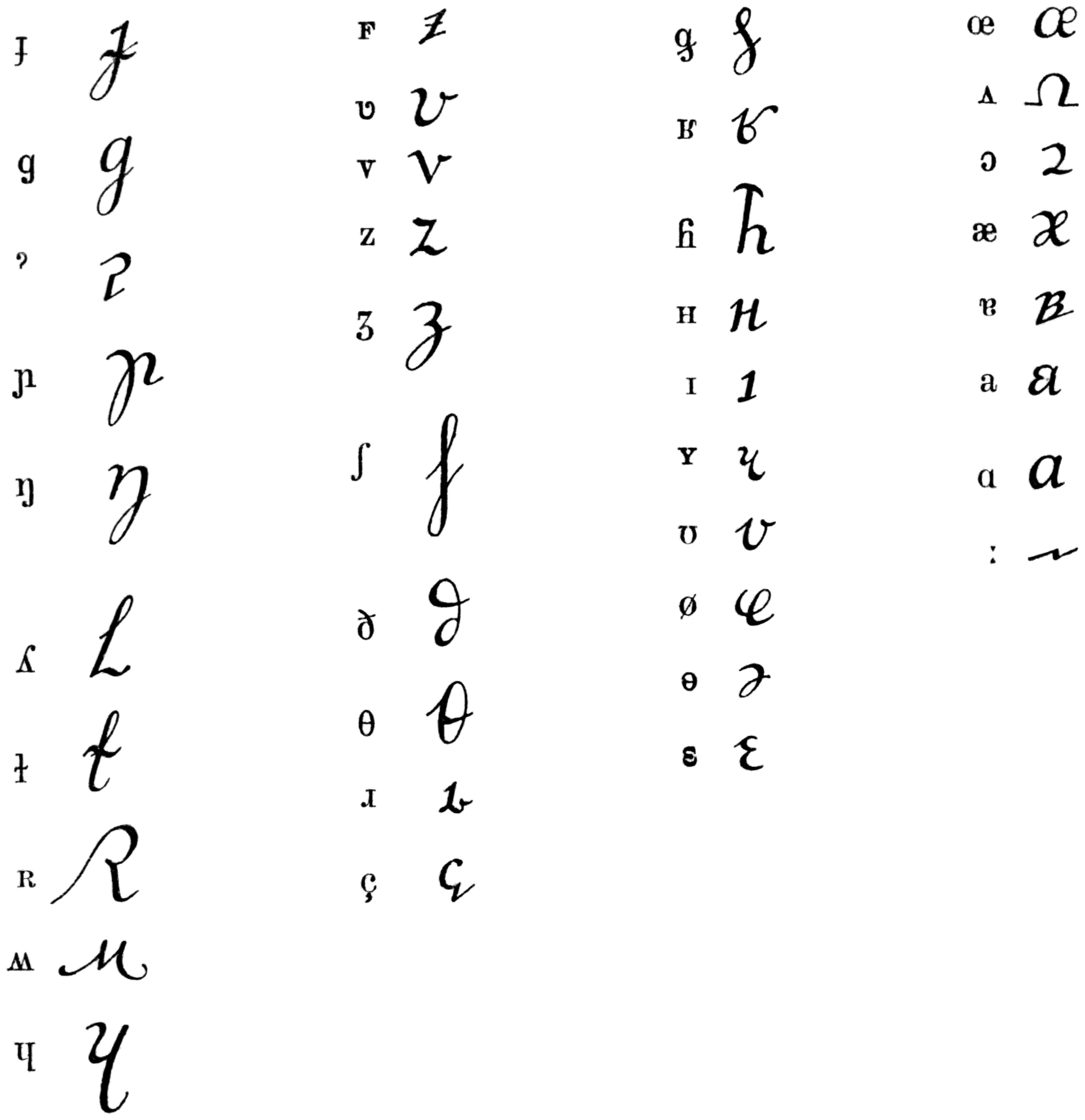
Forma cusiva do Alfabeto Fonético Internacional apresentado na edição de 1912 de Os Princípios da Associação Fonética Internacional. Duas dessas letras são obsoletas:"ǥ" agora é "ɤ" e "ꜰ" agora é "ɸ".

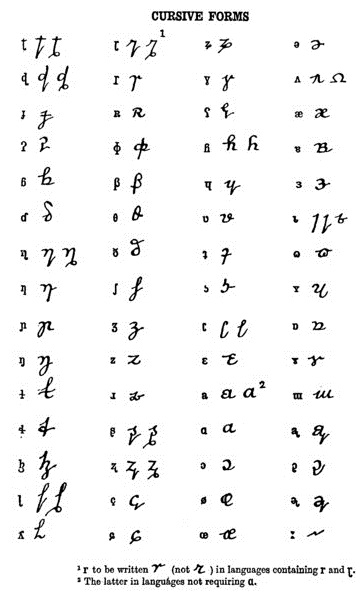
Forma cursiva da API apresentada na edição de 1949. Várias novas letras foram introduzidas. Letras com extensão longa ‹ƞ› e ‹ɼ› são obsoletas, assim como as letras de clique ‹ʇ ʖ ʗ› (hoje denotadas por ‹ǀ ǁ ǃ›), vogais soltas ‹ɩ ɷ› (hoje ‹ɪ ʊ ›) e o colchete rótico sob as vogais róticas‹ ᶏ ᶗ ᶕ ›(hoje‹ a˞ ɔ˞ ɚ ›).

## Exemplo
| AFI | Ortografia |
| --- | --- |

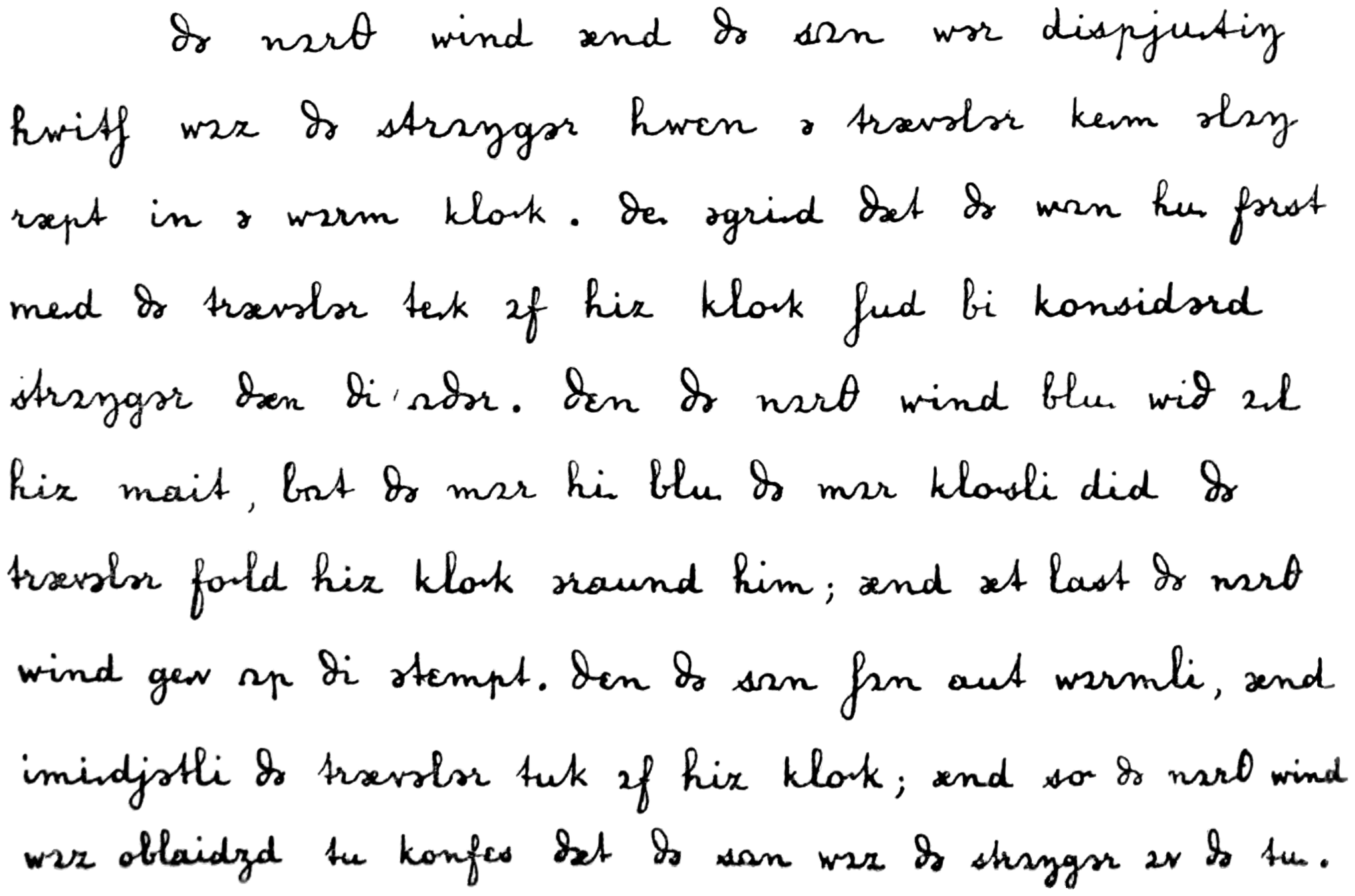
O Vento norte e o Sol falado no "Inglês do Norte"

| ðə nɔɹθ wind ænd ðə sʌn wɛɹ dis′pjuːtiŋ hwitʃ wɔz ðə strɔŋɡəɹ, hwɛn ə travləɹ keːm ə′lɔŋ rapt in ə wɔɹm kloːk. ðeː ə′ɡriːd ðət ðə wʌn huː fəɹst meːd ðə travləɹ teːk ɔf hiz kloːk ʃud bi kon′sidəɹd strɔŋɡəɹ ðən ði ʌðər. ðɛn ðə nɔɹθ wind bluː wiθ ɔːl hiz mait, bʌt ðə mɔːɹ hiː bluː, ðə mɔːɹ kloːsli did ðə travləɹ foːld hiz kloːk ə′raund him; ənd ət last ðə nɔɹθ wind ɡeːv ʌp ði ə′tɛmpt. ðɛn ðə sʌn ʃɔn aut wɔːrmli, ənd i′miːdjətli ðə travləɹ tuk ɔf hiz kloːk; ənd soː ðə nɔrθ wind wəz ɔ′blaidʒd tu kon′fɛs ðət ðə sʌn wəz ðə strɔŋɡəɹ əv ðə tuː. | O vento norte e o sol estavam discutindo para saber quem era mais forte, quando um viajante chegou envolto em um manto quente. Eles concordaram que quem primeiro fizesse o viajante tirar o casaco deve ser considerado mais forte que o outro. Então o vento norte soprou com toda sua força, mas quanto mais ele soprava, mais o viajante se envolvia em seu manto e finalmente o vento norte desistiu. Então o sol brilhou intensamente, e o viajante tirou imediatamente o manto; e portanto o vento norte foi forçado a admitir que o sol era o mais forte dos dois. |